# ديسما فيراريو
ّديسما فيراريو (بالإيطالية: Disma Ferrario)‏ (29 يناير 1899 - تاريخ الوفاة غير معروف) عدّاء إيطالي في ركض المسافات المتوسطة الذي تنافس في الألعاب الأولمبية الصيفية 1924، 

## وصلات خارجية
- ديسما فيراريو على موقع الاتحاد الدولي لألعاب القوى (الإنجليزية)
- ديسما فيراريو على موقع اللجنة الأولمبية الدولية (الإنجليزية)
- ديسما فيراريو على موقع أوليمبيديا (الإنجليزية)